# Красный Яр (Харьковская область)
Красный Яр (укр. Красний Яр) — село, Резниковский сельский совет, Волчанский район, Харьковская область.
Код КОАТУУ — 6321686804. Население по переписи 2019 года составляет 12 (5/7 м/ж) человек.

## Географическое положение
Село Красный Яр находится в начале балки Бударский Яр, по которой протекает пересыхающий ручей.
На расстоянии в 1 км находится село Лукашово.

## История
- 1795 — основано как село Горбатое.
- 1927 — переименован в село Красный Яр.